# Estación Espora
Espora es una estación de ferrocarril ubicada en el Partido de San Andrés de Giles, Provincia de Buenos Aires, Argentina.
Fue construida por la Compañía General de Ferrocarriles en la Provincia de Buenos Aires en 1908, como parte de la vía que llegó a Rosario en ese mismo año.

## Características
La estación, ubicada en el km 130 del ramal, lleva su nombre en homenaje al marino Tomás Espora, uno de los pioneros de la Armada Argentina.
Fue habilitada al servicio el 8 de febrero de 1911, como estación de 1.ª categoría y con servicio completo.
En la estación Espora funciona una de las bases operativas de la Asociación Amigos del Belgrano que se encargan de tareas de preservación como desmalezamiento y mantenimiento de vías.